# Мазуров, Валерий Михайлович
Валерий Михайлович Мазуров (род. 10 февраля 1959) — советский и российский военачальник, генерал-лейтенант. Начальник 4-го ГЦМП МО РФ (2006—2010). Заместитель командующего РВСН РФ (2010—2018).

## Биография
Родился 10 февраля 1959 года в городе Пинск Белорусской ССР.
С 1976 по 1981 год обучался в Рижском высшем военно-политическом Краснознамённом училище имени Маршала Советского Союза С. С. Бирюзова. С 1981 года направлен в Ракетные войска стратегического назначения СССР (с 1992 года — Ракетные войска стратегического назначения Российской Федерации), где служил на различных командно-инженерных должностях, в том числе: инженер, старший оператор, начальник ракетного расчёта, начальник ракетного отделения, заместитель командира и командир группы, командир батареи, начальник штаба и с 1986 по 1988 год — командир дивизиона. С 1988 по 1990 год — начальник штаба артиллерийского полка.
С 1990 по 1994 год обучался на командном факультете Военной академии имени Ф. Э. Дзержинского. С 1994 по 1995 год — командир 804-го ракетного полка в составе 42-й ракетной дивизии. С 1997 по 2000 год — командир 39-й гвардейской ракетной дивизии в составе 33 ракетной армии, в составе частей дивизии под руководством В. М. Мазурова входил подвижный грунтовый ракетный комплекс стратегического назначения с трёхступенчатой твердотопливной межконтинентальной баллистической ракетой «Тополь».
С 2000 по 2006 год — начальник штаба и первый заместитель командующего 27-й гвардейской ракетной армии, в составе соединений армии имелись ракетные комплексы УР-100Н УТТХ, РТ-2ПМ «Тополь», РТ-2ПМ2 «Тополь-М» и «Ярс». В 2001 году обучался на Высших академических курсах при Военной академии Генерального штаба Вооружённых сил Российской Федерации. С 2006 по 2010 год — начальник 4-го Государственного центрального полигона Министерства обороны Российской Федерации (полигон Капустин Яр). С 2010 по 2018 год — заместитель командующего Ракетных войск стратегического назначения Российской Федерации.
С 2018 года в запасе.

## Награды
- Орден «За военные заслуги» (1995)
- Медаль «За боевые заслуги» (1989)[1][3]